# HD20586
GSC8863-1498 є подвійною зорею, що знаходиться  у сузір'ї Сітка.
Ця подвійна система має видиму зоряну величину в смузі V приблизно 6,7.
Вона розташована на відстані близько 366,9 світлових років від Сонця.

## Подвійна зоря
Головна зоря цієї системи належить до хімічно пекулярних зір й має спектральний клас F5.
Інша компонента має  спектральний клас S.